# Groß Gladebrügge
Groß Gladebrügge war eine Gemeinde im Kreis Segeberg in Schleswig-Holstein. Sie bestand aus den beiden Gemeindeteilen Klein Gladebrügge und Traventhal, die sich südlich der Kreisstadt Bad Segeberg befinden.

## Geschichte
Am 1. Januar 1974 wurde die Gemeinde Groß Gladebrügge neu gebildet. Mit Wirkung vom 1. Januar 1998 wurde sie aufgelöst. Ihre beiden Ortsteile wurden wieder selbständige Gemeinden.